# Аммосова, Евдокия Иннокентьевна
Евдокия Иннокентьевна Аммосова (1929—2011) — советский государственный деятель, депутат Верховного Совета СССР VI созыва.
Родилась в с. Сайылык Усть-Янского района в семье охотника. После окончания начальной школы работала в колхозе телятницей и приемщицей в молочном пункте. Затем училась в Янской неполной средней школе, в 1950 году окончила Верхоянскую среднюю школу.
С августа 1950 г. на комсомольской работе в Верхоянском РК ВЛКСМ. В 1951 г. направлена на учёбу в Иркутский сельскохозяйственный институт.
С 1956 г. — зоотехник, в 1959—1961 председатель колхоза «Победа» Эльгетского наслега. С марта 1961 г. — председатель Момского райисполкома. С сентября 1975 по 1986 г. — инструктор организационно-инструкторского отдела Президиума Верховного Совета Якутской АССР.
Депутат и заместитель Председателя Верховного Совета Якутской АССР VIII созыва.
Депутат Верховного Совета СССР VI созыва от Колымского избирательного округа.
Награждена орденом Трудового Красного Знамени, медалями «За трудовую доблесть», «За доблестный труд в Великой Отечественной войне 1941—1945 гг.», «За доблестный труд. В ознаменование 100-летия со дня рождения В. И. Ленина», Почётными Грамотами Президиума Верховного Совета Якутской АССР.
В 2007 г. стала победителем первенства по шахматам среди ветеранов войны и тружеников тыла Якутска.
Умерла 4 июня 2011 года.